# La clínica d'Agnew
La clínica d'Agnew (anglès: The Agnew Clinic o The Clinic of Dr. Agnew) és una pintura a l'oli de 1889 de l'artista americà Thomas Eakins. Es va realitzar en honor de l'anatomista i cirurgià David Hayes Agnew, en la seva jubilació de professor de la Universitat de Pennsilvània.

## Context

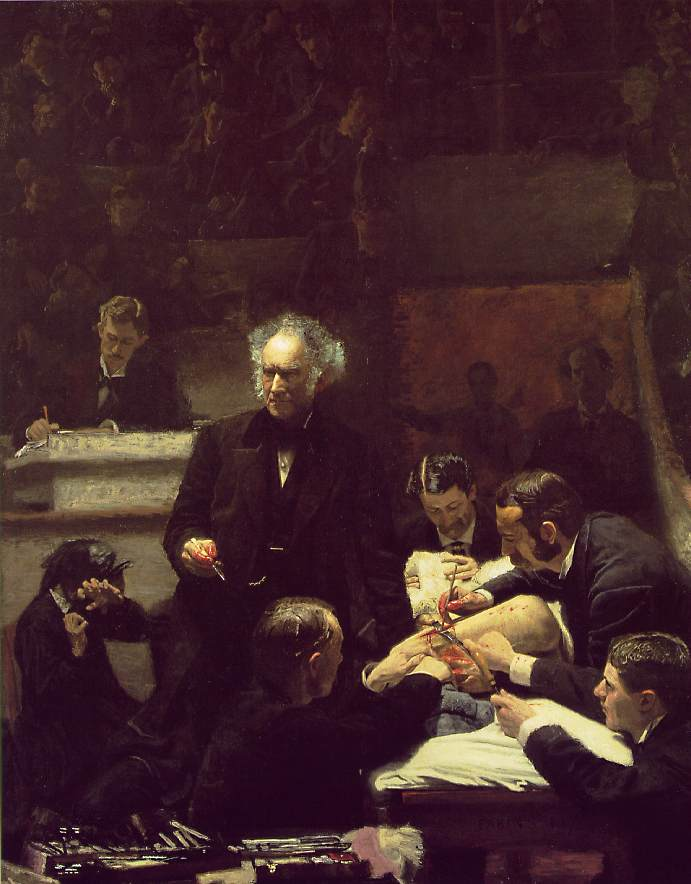
La clínica Gross (1875). Comparant La Clínica Agnew amb aquesta anterior obra d'Eakins es veu l'evolució de la higiene quirúrgica durant 14 anys.

La Clínica d'Agnew mostra al Dr. Agnew realitzant una mastectomia parcial en un amfiteatre mèdic. Ell es troba en primer pla a l'esquerra, aguantant un bisturí. També estan presents J. William Blanc, aplicant una bena al pacient; Joseph Leidy (nebot de paleontòleg Joseph Leidy), agafant el pols del pacient; i Ellwood R. Kirby, administrant anestèsic. Darrere es troba la infermera d'Agnew, Mary Clymer, i, en el fons, estudiants de medicina de la Universitat de Pennsilvània que els observen. Eakins es va col·locar en la pintura, és la persona mes a la dreta del parell darrere de la infermera, tot i que la pintura real d'ell és atribuïda a la seva muller, Susan Macdowell Eakins. La pintura també mostra la transició significativa, en just 14 anys, dels abrics d'hàbit negre dels participants representats en La clínica Gross (1875) fins als "abrics blancs" de 1889.
La pintura és la obra més gran d'Eakins. Va ser encarregada per 750$ (equivalent a 19.753$ avui) el 1889 per tres classes d'alumnes de la Universitat de Pennsilvània, en honor d'Agnew amb ocasió de la seva jubilació. La pintura va ser acabada ràpidament, en tres mesos, molt menys que l'any sencer que Eakins va necessitar per La clínica Gross. Eakins va inscriure una inscripció en llatí al marc de la pintura que diu: "D. Hayes Agnew M.D. El major cirurgià experimentat, clearest escriptor i mestre, l'home més venerat i estimat."

## Estil
La feina és un primer exemple de realisme científic d'Eakins. La representació és gairebé fotogràficament precisa, de tal manera que historiadors d'art han estat capaços d'identificar a tothom representat en la pintura, a excepció del pacient. Es repeteix el tema de l'obra d'Eakins més primerenca La clínica Gross (1875), ubicada al Museu d'Art de Filadèlfia. La pintura repeteix el subjecte i tractament de la famosa Lliçó d'anatomia del Dr. Nicolaes Tulp (1632) de Rembrandt (en el museu Mauritshuis de La Haia, Països Baixos), i uns altres quadres anteriors de cirurgia pública com el frontispici d'Andreas Vesalius De humani corporis fabrica (1543), el Quack Physicians' Hall (c. 1730) de l'artista neerlandès Egbert van Heemskerck, i la quarta escena al quadre Les Quatre Etapes de Crueltat (1751) de William Hogarth.

## Controvèrsia
La Clínica Agnew és una de les obres d'Eakins la més debatudes. La seva decisió per retratar una dona parcialment nua observada per una habitació plena d'homes (fins i tot encara que eren doctors, i en un innegablement enquadrament mèdic) era polèmica. Va ser refusat per exposar-se a l'Acadèmia de les Bones Arts de Pennsilvània el 1891 i a la Societat d'Artistes Americans de Nova York el 1892. La seva exposició a la World's Columbian Exposition de 1893 a Chicago va ser criticada. L'historiador d'art modern David M. Lubin afirma sobretons psicològics i sexuals, p. ex., "...la representació de la masculinitat subjugant la feminitat sembla un component essencial d'aquesta obra."

## Obres relacionades
Eakins va fer croquis preparatoris per la Clínica d'Agnew  - un dibuix de David Hayes Agnew, un estudi d'oli d'Agnew, i un croquis de composició de l'obra sencera. Estudis individuals de les 33 figures probablement van ser realitzades però no es conserva cap.
Eakins va pintar una segona versió en blanc i negre concretament per ser reproduïda per fotografia. El seu amic i protegit, Samuel Murray, va modelar una petita estàtua d'Eakins a la feina en la pintura.
Tan de 2009, Clínica Agnew  era damunt préstec de la Universitat de Pennsilvània al Museu de Filadèlfia d'Art.

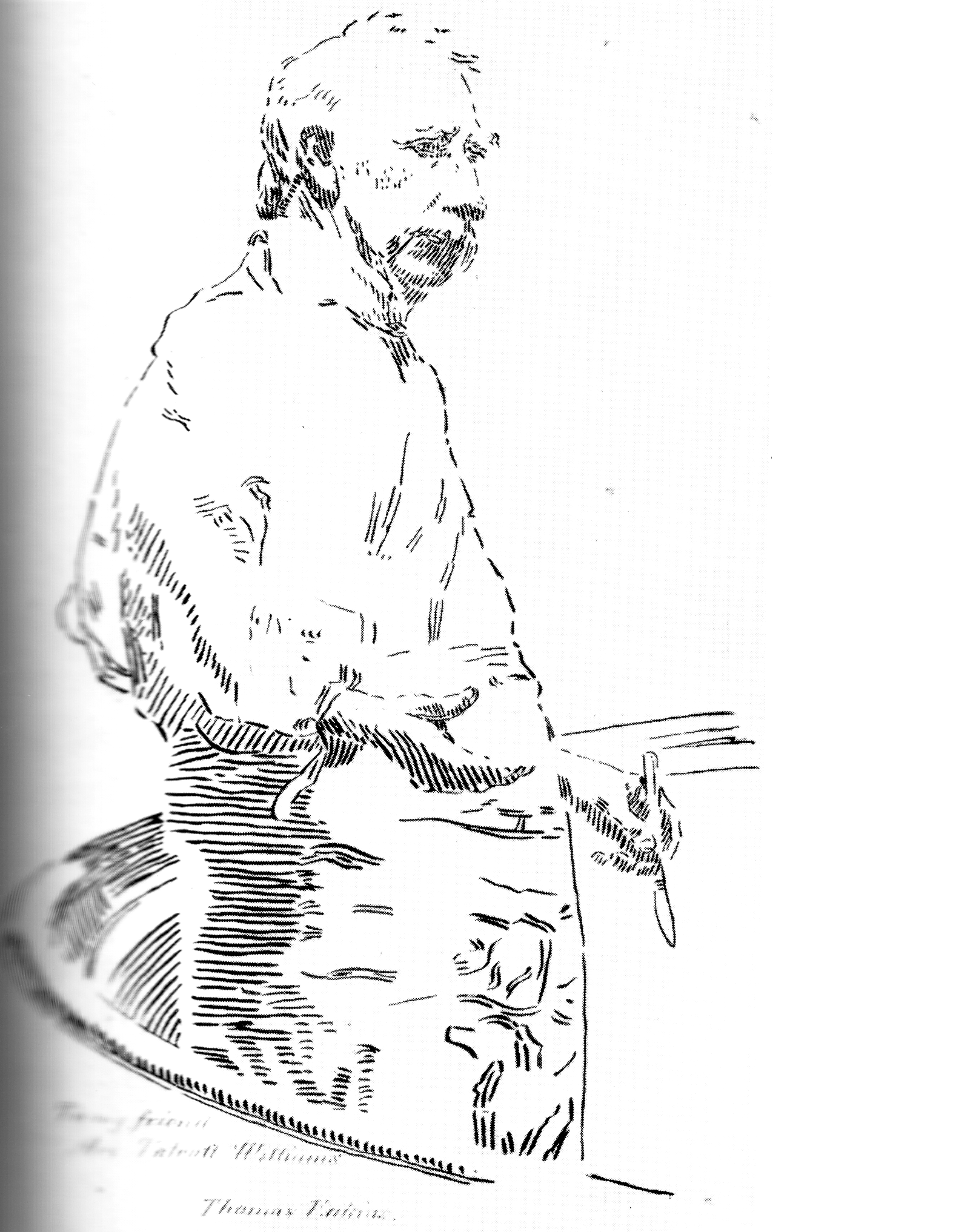
G-235Un. Dibuixant d'Agnew.
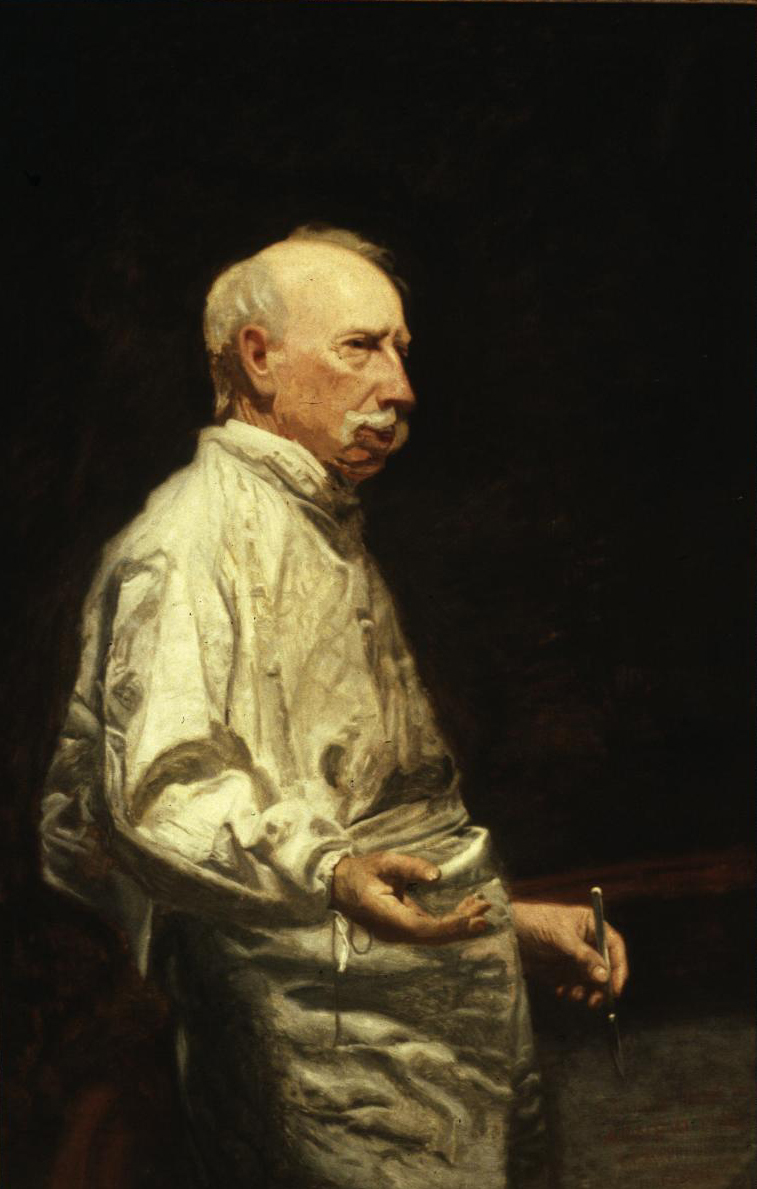
G-237. Estudi d'oli d'Agnew, Yale Galeria d'Art Universitari
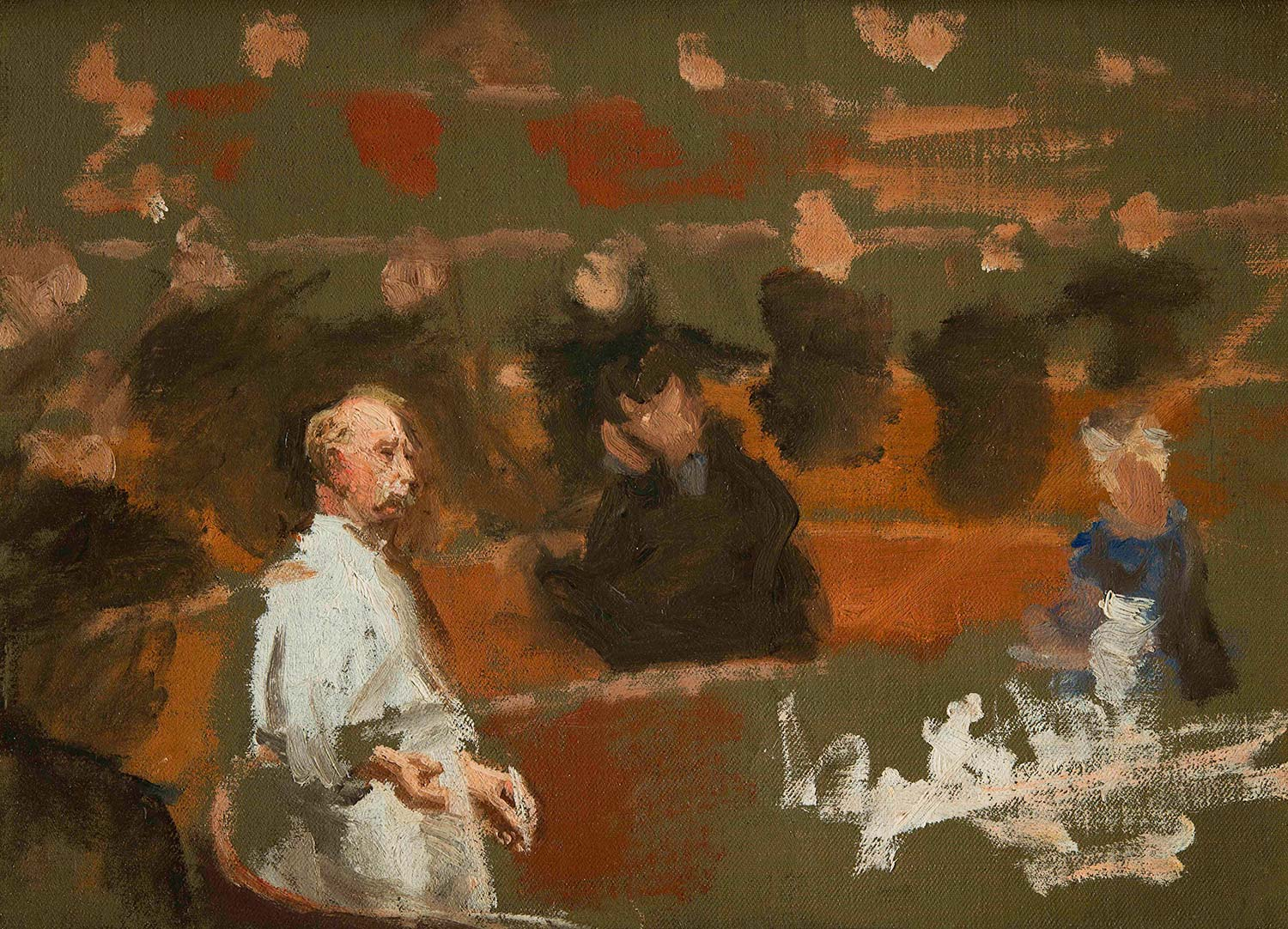
G-236. Compositional Croquis, col·lecció privada.
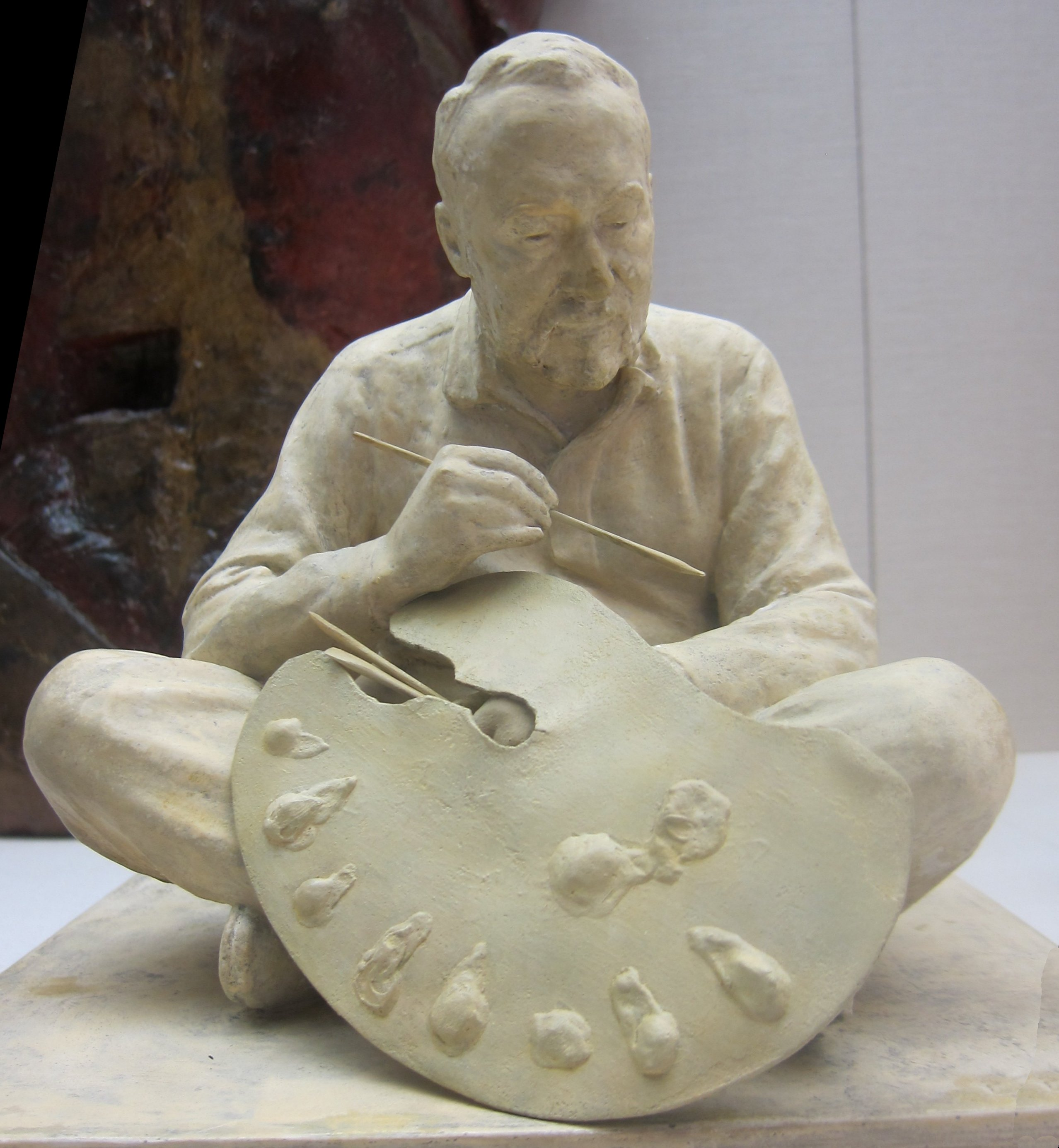
Statuette: Thomas Eakins a la feina en L'Agnew Clínica (1889) per Samuel Murray.